# Tartaranhão-pintado
O tartaranhão-pintado (Circus assimilis), também conhecido como harrier-manchado ou falcão da fumaça, é uma grande ave de rapina da Australásia pertencente à família
Accipitridae .

## Taxonomia
O tartaranhão-pintado pertence à família Accipitridae. Accipitridae é a maior família da ordem Accipitriformes e abrange muitas das aves de rapina diurnas, incluindo falcões e águias . É uma das maiores famílias de aves com 233 espécies em 67 gêneros incluídos na família em todo o mundo.

## Descrição
O tartaranhão-pintado é uma ave de rapina delgada de tamanho médio, com fêmeas adultas atingindo até 61 cm. Tanto os pássaros adultos quanto os juvenis têm uma juba facial semelhante à de uma coruja que cria a aparência de uma cabeça curta e larga, bem como de longas pernas amarelas. As asas dessa espécie apresentam pontas pretas proeminentes e a cauda é proeminentemente barrada e ligeiramente em forma de cunha.
Os machos adultos são muito menores do que as fêmeas, crescendo apenas 55 cm no máximo. As aves adultas têm partes superiores azuis a cinzentas com uma cara castanha e parte inferior com numerosas manchas brancas. Aves juvenis em seu primeiro ano de vida são em sua maioria marrom-escuras e amareladas nas partes superiores, com as partes inferiores amareladas que apresentam listras marrons no peito e no estômago. Durante o segundo ano de vida, o tartaranhão-pintado assume uma coloração quase adulta com listras brancas na parte inferior, em vez das manchas proeminentes que podem ser vistas nos adultos.

## Distribuição e habitat
O tartaranhão-pintado é nativo da Austrália e Indonésia, no entanto populações errantes foram vistas em Timor-Leste. Possui uma extensão geográfica de mais de 20.000km2 (Birdlife International, 2012). Os tartaranhões-pintados podem ser vistos em quase todo o continente australiano, exceto em habitats densamente florestados ou florestais da costa, escarpas e cordilheiras, e raramente na Tasmânia. Em NSW, os indivíduos estão amplamente dispersos, compreendendo uma única população.
É uma ave terrestre que reside em pastagens abertas, florestas abertas incluindo as de acácia e mallee, florestas ribeirinhas interiores, pastagens e arbustos. Pode ser mais comumente encontrado em pastagens nativas, no entanto, também é visto em terras agrícolas e áreas úmidas interiores para fins de forrageamento.

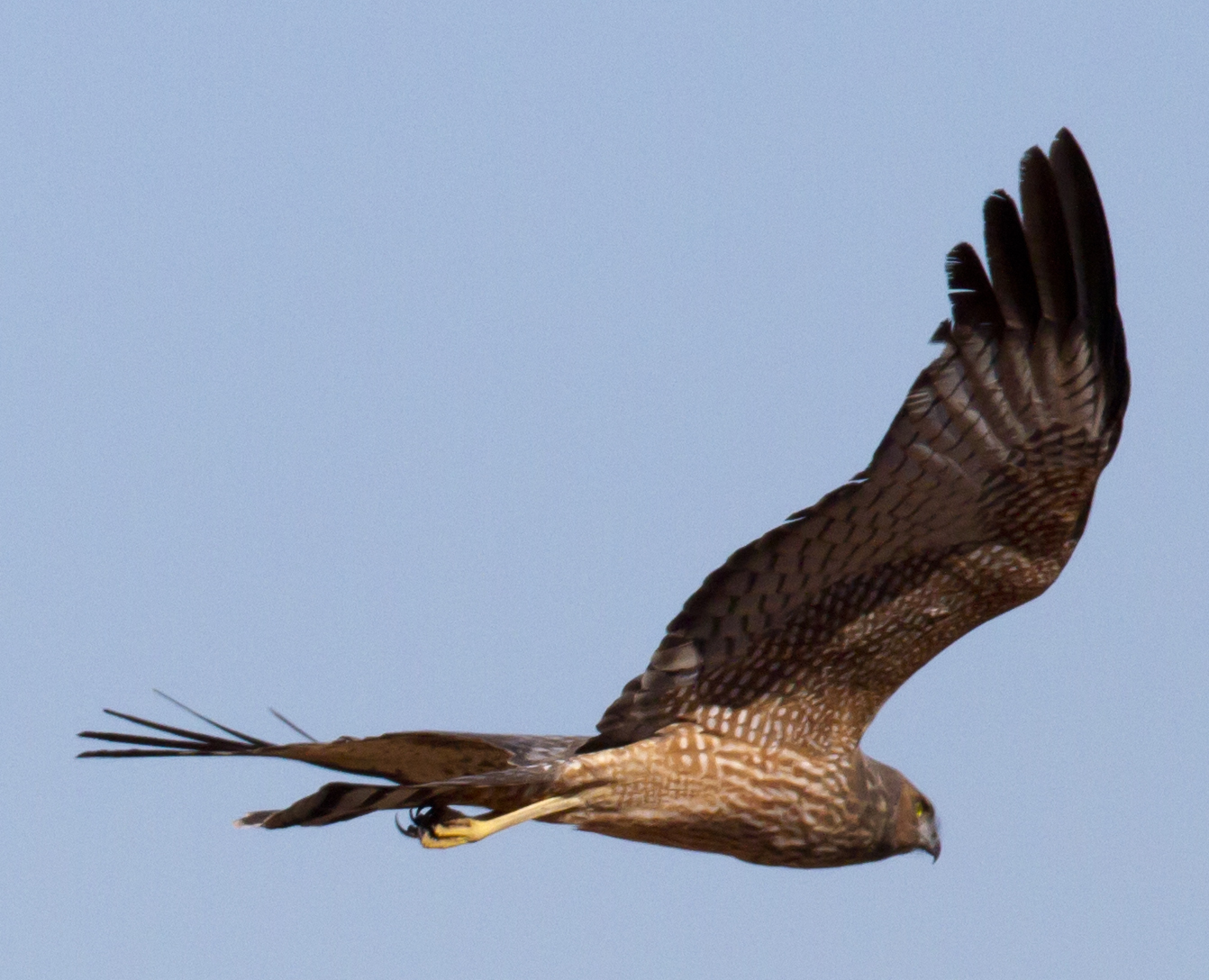
Exemplar subadulto voando em Pilbara, Austrália Ocidental, Austrália

## Dieta
O tartaranhão-pintado é uma ave de rapina carnívora que se alimenta principalmente de mamíferos terrestres, como bandicoots, bettongs e roedores, bem como pequenos pássaros e répteis e, ocasionalmente, grandes insetos . Anteriormente, a espécie era fortemente dependente de coelhos-europeus que foram introduzidos na Austrália em meados do século 19, no entanto, a rápida disseminação da doença do calicivírus do coelho levou a um declínio significativo no número de coelhos em zonas áridas e semi-áridas (em até 65-85%). Devido a isso, o tartaranhão-pintado está cada vez mais dependente de presas nativas, no entanto, muitas de suas antigas espécies de presas mamíferas nativas estão extintas no interior de NSW e muitas de suas espécies de presas chave restantes, como aves de pastagem terrestre, estão ameaçadas de pastoreio, pois requerem cobertura do solo e são sensível à degradação do habitat. O tartaranhão-pintado voa com asas elevadas durante a caça.

## Reprodução
Um ninho de gravetos construído em uma árvore é o método de escolha para o tartaranhão-pintado. Ele se reproduz na primavera ou às vezes no outono, colocando uma ninhada de 2 a 4 ovos. O período de incubação é de 33 dias com os filhotes permanecendo no ninho por vários meses a partir da eclosão. A duração da geração dos tartaranhão-pintado é estimada em 10 anos.

## Estado de conservação
Devido ao seu alcance extremamente grande e sua população grande e estável, o tartaranhão-pintado foi designado como uma espécie de menor preocupação pela União Internacional para a Conservação da Natureza ..
A espécie foi incluída em um levantamento populacional de NSW em 1977-81, que usou grades de 75 um grau para encontrar os números da população de pássaros. O tartaranhão-pintado registrou principalmente taxas moderadas a altas de relatórios (11-40% e mais de 40% das pesquisas por grade, respectivamente). A reprodução foi registrada em 14 dessas grades. Uma repetição desta pesquisa foi realizada em 1998-2002, que descobriu que o número de tartaranhão-pintado diminuiu (menos de 20% das pesquisas por grade), com reprodução em apenas 6 grades. Isso sugere que ocorrerá um declínio estadual de 70% ao longo de 3 gerações (30 anos). Um problema com este estudo é que devido à grande distribuição do tartaranhão-pintado, este estudo cobre apenas uma pequena amostra de toda a espécie, deturpando a espécie como um todo. Também se sabe que existem muitos processos ameaçadores ocorrendo em NSW que estão afetando as populações em grande escala, o que não está acontecendo tão prolificamente em outras áreas. Este estudo deve ser realizado através de toda a distribuição das espécies para encontrar um resumo preciso do status da população da espécie. No entanto, este estudo representa com precisão as populações em NSW e, portanto, um plano de manejo pode ser implementado para controlar os números apenas neste estado.

## Ameaças
O tartaranhão-pintado é principalmente ameaçado pela limpeza e degradação de forrageamento adequado e habitat de reprodução. Essas ameaças também se estendem às principais espécies de presas que afetam a densidade delas. A limpeza e o pastoreio de criadouros são uma ameaça importante, juntamente com o envenenamento secundário por rodenticidas e pindone, um veneno usado no controle de coelhos.
Eliminação da vegetação nativa 'é listada como um Processo de Ameaça Chave em NSW sob a Lei de Conservação de Espécies Ameaçadas de 1995. A clareira afetou importantes biorregiões nas encostas e planícies ocidentais de NSW, que antes continham altas densidades de reprodução do tartaranhão-pintado. Desde a década de 1980, o desmatamento varreu 40-84% dessas biorregiões. 85-91% dessas biorregiões também foram afetadas pelo pastoreio. A paisagem dessas regiões também está altamente estressada, a maioria das áreas caindo em categorias de fator de estresse da paisagem de 2 a 6 de 6. Bioregiões mais a oeste de NSW também foram encontradas para ser fortemente pastadas e têm classificações de estresse da paisagem de 3-4 de 6.